# GOODM!X
GOODM!X（グッドミックス）は、ハロー!プロジェクトに所属するスペシャルユニット。
この項目では、2025年に活動を開始したGOODM!Xから発展した新ユニット「GOODM!X PREMIUM（グッドミックスプレミアム）」についても記述する。

## 概要
- 春日井製菓の商品「つぶグミ」の発売30周年を記念し、ハロー!プロジェクトとのコラボレーション企画として、ハロー!プロジェクトの各グループからメンバーが選抜されたスペシャルユニット[1]。

## メンバー
| 名前                           | 生年月日 （年齢）      | 出身地 | 担当 メンバーカラー | 所属グループ       | 備考             |
| ------------------------------ | ---------------------- | ------ | ------------------- | ------------------ | ---------------- |
| 岡村ほまれ （おかむら ほまれ） | 2005年5月9日（20歳）   | 東京都 | グレープフルーツ    | モーニング娘。'25  | 結成時のメンバー |
| 橋迫鈴 （はしさこ りん）       | 2005年10月6日（19歳)   | 愛知県 | アップル            | アンジュルム       | 結成時のメンバー |
| 有澤一華 （ありさわ いちか）   | 2003年12月23日（21歳） | 大阪府 | サイダー            | Juice=Juice        | 結成時のメンバー |
| 河西結心 （かさい ゆうみ）     | 2003年7月30日（22歳）  | 山梨県 | グレープ            | つばきファクトリー | 結成時のメンバー |
| 西田汐里 （にしだ しおり）     | 2003年6月7日（22歳）   | 京都府 | ピーチ              | BEYOOOOONDS        | 結成時のメンバー |
| 北原もも （きたはら もも）     | 2006年8月30日（18歳）  | 東京都 | マスカット          | OCHA NORMA         | 結成時のメンバー |
| 橋田歩果 （はしだ ほのか）     | 2005年10月17日（19歳） | 東京都 | ヨーグルト          | ロージークロニクル | 2025年加入       |

## 略歴

### 2024年
- 1月30日、春日井製菓「つぶグミ」の公式Xにて、つぶグミの30周年を記念し、ハロー!プロジェクトとコラボレーションすること、および（当時の）各グループより1名ずつ選抜したスペシャルユニットを立ち上げることを発表[2]。
- 2月2日、岡村ほまれ（モーニング娘。'24）と橋迫鈴（アンジュルム）がユニットに選抜されていることを発表[3]。
- 2月3日、有澤一華（Juice=Juice）と河西結心（つばきファクトリー）がユニットに選抜されていることを発表[4]。
- 2月4日、西田汐里（BEYOOOOONDS）と北原もも（OCHA NORMA）がユニットに選抜されていること[5]、また、ユニット名が「GOODM!X（グッドミックス）」であることを発表[6]。
- 2月6日、ユニットのオリジナル楽曲「カモン・ミックス!」のミュージック・ビデオを、アップフロントグループの公式YouTubeチャンネルで公開[7]。14日には、「カモン・ミックス!」のハイレゾ音源を含むダウンロード配信を開始[1]。
- 3月30日 - 31日、幕張メッセ 国際展示場9ホールで開催されたライブ『Hello! Project ひなフェス 2024』でGOODM!Xとして「カモン・ミックス!」を初披露[8]。

### 2025年
- 1月26日、新企画「GOODM!X PREMIUM」を発表[9]。
- 1月30日、前述の企画にGOODM!Xの選抜メンバーが全員継続して起用されることを発表[10][11][12][13][14][15]。
- 1月31日、前述の企画にロージークロニクルからもメンバーが参加していることを発表[16]。
- 2月6日、新曲「ワタシ・プレミアム」のミュージック・ビデオを、アップフロントグループの公式YouTubeチャンネルで公開[17]。同時に、橋田歩果（ロージークロニクル）が新メンバーとして加入し、ユニット名が「GOODM!X PREMIUM（グッドミックスプレミアム）」となったことを発表。14日には、「ワタシ・プレミアム」のハイレゾ音源を含むダウンロード配信を開始[18]。
- 3月29日 - 30日、幕張メッセ 国際展示場8ホールで開催されたライブ『Hello! Project ひなフェス 2025』でGOODM!X PREMIUMとして「ワタシ・プレミアム」を初披露[19][注 1]。

## 作品

### 配信シングル
| # | 配信日         | タイトル           | 備考                      |
| - | -------------- | ------------------ | ------------------------- |
| 1 | 2024年02月14日 | カモン・ミックス!  |                           |
| 2 | 2025年02月14日 | ワタシ・プレミアム | GOODM!X PREMIUMとして発表 |

### ライブ映像作品
| 曲名              | 作品名                                   |
| ----------------- | ---------------------------------------- |
| カモン・ミックス! | Hello! Project ひなフェス 2024 (Blu-ray) |

## 出演

### コンサート
- Hello! Project ひなフェス 2024（2024年3月30日・31日、幕張メッセ 国際展示場9ホール）
- Hello! Project ひなフェス 2025（2025年3月29日・30日、幕張メッセ 国際展示場8ホール）